# Truro (Massachusetts)
Truro ist eine Town im Barnstable County im US-Bundesstaat Massachusetts. Das U.S. Census Bureau hat bei der Volkszählung 2020 eine Einwohnerzahl von 2454 ermittelt.

## Geographie
Nach dem United States Census Bureau hat der Ort eine Gesamtfläche von 68,2 km², davon sind 54,5 km² Land und 13,6 km² Wasser.

### Geografische Lage
Truro liegt kurz vor dem Ende der Landzunge von Cape Cod. Im Westen befindet sich die Cape Cod Bay, im Osten der Atlantische Ozean. Ausgedehnte Strände, die zumeist zum Cape Cod National Seashore gehören, bestimmen das Bild des Gebietes, in dem auch das unter Denkmalschutz stehende Highland Light steht. Im Norden befindet sich der East Harbor, eine Gezeitenmündung, die ursprünglich eine Bucht war, bis sie von der Cape Cod Bay abgeschnitten wurde und eine Salzwiesenlagune bildete, die später in Pilgrim Lake umbenannt wurde.

### Nachbargemeinden
Alle Entfernungen sind als Luftlinien zwischen den offiziellen Koordinaten der Orte aus der Volkszählung 2010 angegeben.
- Norden: Provincetown, 12,8 km
- Süden: Wellfleet (Massachusetts), 6,4 km

### Stadtgliederung
In Truro gibt es mit North Truro ein Village.

### Klima
Die mittlere Durchschnittstemperatur in Truro liegt zwischen −1,7 °C (29 °F) im Januar und 21,7 °C (71 °F) im Juli. Damit ist der Ort gegenüber dem langjährigen Mittel der USA um etwa 9 Grad kühler. Die Schneefälle zwischen Oktober und Mai liegen mit bis zu zweieinhalb Metern mehr als doppelt so hoch wie die mittlere Schneehöhe in den USA; die tägliche Sonnenscheindauer liegt am unteren Rand des Wertespektrums der USA.

## Geschichte
Cape Cod wurde ursprünglich von den Stämmen der Wampanoag besiedelt. Pilger erreichten Provincetown Harbor im November 1620, gingen an Land und erkundeten unter der Führung von Miles Standish auch das Gebiet des heutigen Truro. Dort fanden sie frisches Trinkwasser, Mais und auch die Möglichkeit zum Übernachten. Auch trafen sie auf einheimische Indianer und sie beschossen sich gegenseitig, ohne jedoch zu treffen. Nach einigen Wochen segelten sie weiter nach Plymouth.
Weitere Siedler und die Nachkommen der ersten Siedler erreichten das Gebiet und im Jahr 1709 wurde Truro als Town gegründet. Ursprünglich war Truro ein Teil von Eastham, aber Truro hatte einige einzigartige Vorteile, die die Ansiedlung beliebt machten und ein gutes Auskommen ermöglichten. Damals war das Gebiet, welches die heutige Town Wellfleet bildet, sumpfig und somit eine geografische Barriere im Süden. An der Mündung des Pamet Rivers befand sich ein guter Hafen, dazu reichlich Hochland, das Ackerbau und Weidewirtschaft ermöglichte. So konnten die Bürger vor Ort eine Kirche bauen und einen Pfarrer bezahlen, dies zwei Jahre zu finanzieren war die Voraussetzung für die Gründung einer Town, welche am 16. Juli 1709 offiziell für die Massachusetts Bay Colony eingetragen wurde.
Ein kleiner Schiffbau im Hafen, Fischerei, Salinen durch den Einsatz von Windmühlen kombiniert mit großen Gärten waren die Lebensgrundlage in Truro, zudem waren die Einwohner als Walfänger aktiv. Nachdem der Hafen Mitte des 19. Jahrhunderts überschwemmt wurde, musste der Schiffbau eingestellt werden. Der Verlust des Hafens veranlasste viele Einwohner die Town zu verlassen.
Die Eisenbahn erreichte Truro kurz nach dem Bürgerkrieg. Transport und Zugang zu dem Gebiet waren nun zuverlässig und unabhängig vom Wetter und den Gezeiten möglich. Der sandige Boden ermöglichte den Anbau von Spargel und Rüben für die Einwohner von Boston, welche nun mit der Eisenbahn transportiert wurden. Zudem erreichten durch die Eisenbahn die Sommertouristen das Gebiet. Es entstanden Hotels und Pensionen.
Kurz nach dem Zweiten Weltkrieg begradigte die Bundesregierung die Route 6 und baute sie wieder aus. Die Bevölkerung war jetzt nur noch eine Tagesfahrt von Truro entfernt. Während der Sommersaison besuchen fast täglich bis zu 15.000 Menschen Truro und die Strände. Durch die Gründung der National Seashore im Jahr 1960 wurden fast zwei Drittel von Truro in ihrem natürlichen Zustand erhalten.

### Einwohnerentwicklung
| Volkszählungsergebnisse – Town of Truro, Massachusetts | Volkszählungsergebnisse – Town of Truro, Massachusetts | Volkszählungsergebnisse – Town of Truro, Massachusetts | Volkszählungsergebnisse – Town of Truro, Massachusetts | Volkszählungsergebnisse – Town of Truro, Massachusetts | Volkszählungsergebnisse – Town of Truro, Massachusetts | Volkszählungsergebnisse – Town of Truro, Massachusetts | Volkszählungsergebnisse – Town of Truro, Massachusetts | Volkszählungsergebnisse – Town of Truro, Massachusetts | Volkszählungsergebnisse – Town of Truro, Massachusetts | Volkszählungsergebnisse – Town of Truro, Massachusetts |
| Jahr                                                   | 1800                                                   | 1810                                                   | 1820                                                   | 1830                                                   | 1840                                                   | 1850                                                   | 1860                                                   | 1870                                                   | 1880                                                   | 1890                                                   |
| ------------------------------------------------------ | ------------------------------------------------------ | ------------------------------------------------------ | ------------------------------------------------------ | ------------------------------------------------------ | ------------------------------------------------------ | ------------------------------------------------------ | ------------------------------------------------------ | ------------------------------------------------------ | ------------------------------------------------------ | ------------------------------------------------------ |
| Einwohner                                              |                                                        |                                                        |                                                        |                                                        |                                                        | 2051                                                   | 1583                                                   | 1269                                                   | 1017                                                   | 919                                                    |
| Jahr                                                   | 1900                                                   | 1910                                                   | 1920                                                   | 1930                                                   | 1940                                                   | 1950                                                   | 1960                                                   | 1970                                                   | 1980                                                   | 1990                                                   |
| Einwohner                                              | 767                                                    | 655                                                    | 554                                                    | 513                                                    | 585                                                    | 661                                                    | 1002                                                   | 1234                                                   | 1486                                                   | 1573                                                   |
| Jahr                                                   | 2000                                                   | 2010                                                   | 2020                                                   | 2030                                                   | 2040                                                   | 2050                                                   | 2060                                                   | 2070                                                   | 2080                                                   | 2090                                                   |
| Einwohner                                              | 2087                                                   | 2003                                                   | 2454                                                   |                                                        |                                                        |                                                        |                                                        |                                                        |                                                        |                                                        |

## Kultur und Sehenswürdigkeiten

### Museen
Das Highland House Museum ist das Heimatmuseum von Truro und wird von der Truro Historical Society betrieben.

### Bauwerke
In Truro wurden zwei Distrikte, zwei Friedhöfe und mehrere Bauwerke in die Liste der Einträge im National Register of Historic Places im Barnstable County eingetragen.
- Truro Highlands Historic District, 2011 unter der Register-Nr. 11000823.[9]
- First Congregational Parish Historic District, 2014 unter der Register-Nr. 14000214.[10]

- Old North Cemetery, 2013 unter der Register-Nr. 13000095.[11]
- Pine Grove Cemetery, 2013 unter der Register-Nr. 13000096.[12]

- Cobb Memorial Library, 2013 unter der Register-Nr. 13000367.[13]
- Highland House, 1975 unter der Register-Nr. 75000157.[14]
- Highland Light Station, 1987 unter der Register-Nr. 87001463.[15]
- Union Hall, 1997 unter der Register-Nr. 97000470.[16]

### Parks
Das Cape Cod National Seashore ist eines von zwölf National Seashore in den Vereinigten Staaten. Es umfasst 176 km² Teiche, Wald und Strand am Cape Cod und nahezu 60 km Küste entlang des zum Atlantik gerichteten Bereichs des Cape Cod in den Orten Provincetown, Truro, Wellfleet, Eastham, Orleans und Chatham.

## Wirtschaft und Infrastruktur

### Verkehr
Die U.S. Route 6, die auch als Mid-Cape Highway auf Cape Cod bekannt ist, führt als vierspurige, geteilte Autobahn in nord-südliche Richtung durch die Stadt und verbindet Truro mit Provincetown im Norden und Wellfleet im Süden sowie mit den übrigen Towns am Cape Cod.

### Öffentliche Einrichtungen
Es gibt mehrere medizinische und tiermedizinische Einrichtungen und niedergelassene Ärzte in Truro und mit der Outer Cape Health Services auch eine Poliklinik.
Die Cobb Memorial Library ist die historische Bibliothek von Truro. Heute befindet sich dort das Stadtarchiv. Sie wurde 2013 in das National Register of Historic Places eingetragen.
Die Truro Public Library befindet sich am Standish Way.

### Bildung
Der Truro School District betreibt die Truro Central School mit Klassen K–6.

## Persönlichkeiten

### Persönlichkeiten, die vor Ort gewirkt haben
- Douglas Huebler (1924–1997), Künstler
- Stephen Albert (1941–1992), Komponist